# Selenops souliga
Espèce
Selenops souliga est une espèce d'araignées aranéomorphes de la famille des Selenopidae.

## Distribution
Cette espèce est endémique des Petites Antilles. Elle se rencontre à Anguilla, à Saint-Martin et à Saba.

## Description

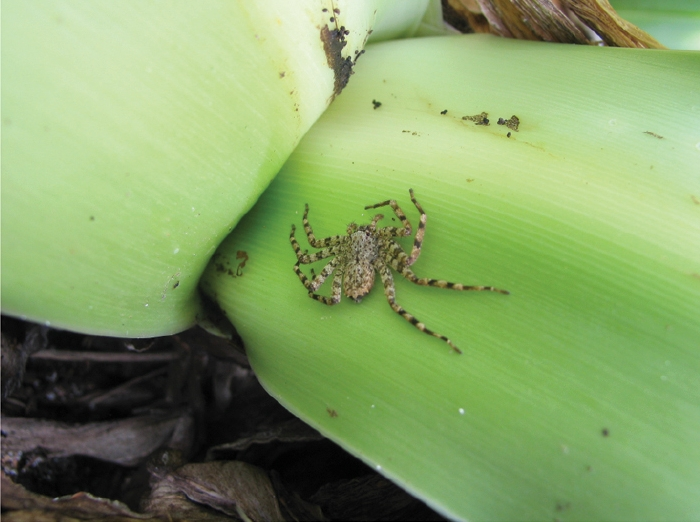
Selenops souliga

La femelle holotype mesure 6,60 mm et le mâle paratype 6,10 mm.

## Publication originale
- Crews, 2011 : A revision of the spider genus Selenops Latreille, 1819 (Arachnida, Araneae, Selenopidae) in North America, Central America and the Caribbean. ZooKeys, no 105, p. 1-182 (texte intégral).